# Saprosites sumatranus
Saprosites sumatranus är en skalbaggsart som beskrevs av Rudolph Petrovitz 1961. Saprosites sumatranus ingår i släktet Saprosites och familjen Aphodiidae. Inga underarter finns listade i Catalogue of Life.